# 러브 미 김미
「러브 미 김미」는 Tia의 악곡으로 1매째 싱글이다. ryo(supercell)가 프로듀스를 다루고 있다. 싱글은 2012년 12월 19일에 애니플렉스로부터 발매되었다.

## 개요
표제곡 「러브 미 김미」는 텔레비전 애니메이션 「우서의 하루살이」의 엔딩 테마로서 기용되었다. 또, Tia 자신도 같은 애니메이션으로 성우에 첫도전하고 있다.
악곡 제작에 해당하는 이미지에 대해 ryo는 「여고생이 신경 쓰이는 남자에게 눈감게 한 후에 그 얼굴을 보며 트위터에 중얼거리는 이미지」라고 말하고 있다.
발매 형태는, 초회 생산 한정반(SVWC-7917)과 통상반(SVWC-7919)의 2 종류로, 전자에는, 「우치의 하루살이」의 와이드 캡 스티커가 부속되어 있어 DVD에는 「우치의 하루살이」의 제1화로부터 제3화와 논크레딧 엔딩 영상이 수록되고 있다.

## 싱글 수록곡
（전 편곡：ryo (supercell)）
1. 러브 미 김미(ラブミーギミー) [4:40]
작사·작곡：ryo (supercell)
  - 텔레비전 애니메이션 「우서의 하루살이」엔딩 테마
2. Palette [4:07]
작사·작곡：Tia
3. 러브 미 김미 -Instrumental-
4. Palette -Instrumental-

DVD（초회 한정반만）
1. 『우치의 하루살이』1〜3화
2. 논크레딧 ED

## 출전
1. ↑  “Tia/ラブミーギミー ［CD+DVD］＜初回生産限定盤＞”. タワーレコード. 2014년 3월 22일에 확인함.
2. ↑  “キャラクター紹介”. 《TVアニメ「うーさーのその日暮らし」公式サイト》. 2014년 3월 21일에 원본 문서에서 보존된 문서. 2014년 3월 21일에 확인함.
3. ↑  “ryoコメント”. 《Tia「ラブミーギミー」》. アニプレックス. 2014년 3월 21일에 확인함.
4. ↑  “Tia「ラブミーギミー」”. アニプレックス. 2014년 3월 21일에 확인함.